# Drestedter Bach
Der Drestedter Bach ist ein 3,3 km langer Bach in der Gemeinde Drestedt im Landkreis Harburg in Niedersachsen, der von rechts und Osten bei Drestedt in die Este mündet.

## Verlauf
Der Drestedter Bach beginnt östlich von Drestedt als Feld- und Wiesensammler, als Graben an einem Feldweg. Er unterquert die Kreisstraße 40 in Richtung Westen und fließt, deutlich begradigt und teilweise kanalisiert, im südlichen Weichbild von Drestedt von Osten nach Westen. Östlich von Drestedt fließt er durch einige Fischteiche, bevor er in einem Waldgebiet von rechts und Osten bei Drestedt in die Este mündet.

## Befahrungsregeln
Wegen intensiver Nutzung der Este durch Freizeitsport und Kanuverleiher erließ der Landkreis Harburg 2002 eine Verordnung unter anderem für die Este, ihre Nebengewässer und der zugehörigen Uferbereiche, die den Lebensraum von Pflanzen und Tieren schützen soll. Seitdem ist das Befahren und Betreten des Drestedter Bachs ganzjährig verboten.